# Lý Trung (nhà Đường)
Lý Thư Hùng (chữ Hán: 李忠; 643 - 665), biểu tự Bổn Chính Quân (正本), là Hoàng tử đầu tiên của Đường Cao Tông Lý Trị, và cũng trở thành người đầu tiên là Hoàng thái tử của Đường Cao Tông.

## Tiểu sử

### Phong làm Thái tử
Lý Trung là đứa con đầu tiên của Đường Cao Tông Lý Trị, sinh ra năm Trinh Quán thứ 18 (643), khi Lý Trị còn là Thái tử, mẹ là Lưu thị, chỉ là một thị thiếp thấp hèn.
Khi Lý Trung được sinh ra, tổ phụ Đường Thái Tông mệnh Thái tử Lý Trị mở yến tại Hoằng Giáo điện (弘教殿), Đường Thái Tông cũng đích thân đến tham dự, nhìn chung quanh nhóm cung thần nói:“Gần đây vương nghiệp từ từ chấn hưng, việc chuẩn bị rượu và đồ nhắm chuẩn bị không chu toàn, vẫn là mạo muội mà thỉnh các khanh tới dự tiệc, bởi vì trẫm có tôn nhi, cố thỉnh đại gia cùng nhau chung vui”. Đường Thái Tông khi ngà ngà say, liền đứng dậy khiêu vũ, chú mục quần thần, vì thế quần thần cũng khiêu vũ theo, tẫn ngày mà bãi, phàm là tham gia yến nhạc giả đều có điều ban.
Năm Trinh Quán thứ 20 (646), ngày 5 tháng 8, Lý Trung được Thái Tông sắc phong làm Trần vương (陈王). Năm Trinh Quán thứ 23 (649), Thái Tông băng, Lý Trị kế vị, tức Đường Cao Tông. Năm Vĩnh Huy nguyên niên (650), ngày 7 tháng 1, Trần vương Lý Trung nhậm Châu mục Ung Châu.
Lúc ấy, Hoàng hậu của Đường Cao Tông là Vương hoàng hậu không con, nên cậu của Hoàng hậu là Trung thư lệnh Liễu Thích dâng kế sách, khiến Hoàng hậu nhận Lý Trung làm con mình, do mẹ của Lý Trung là Lưu thị địa vị quá thấp, Vương hoàng hậu tương lai sẽ có chỗ dựa vững chắc hơn, và Lý Trung do có mẹ là Hoàng hậu thì sẽ dễ dàng danh chính ngôn thuận trở thành Thái tử. Bên cạnh đó, Vương Hoàng hậu còn cho người liên lạc với cữu cữu Trưởng Tôn Vô Kỵ, khiến Vô Kỵ cùng các quan lấy lý do Lý Trung là Hoàng trưởng tử, lại do Hoàng hậu đích thân nhận nuôi, có nghĩa là Hoàng đích trưởng tử trên danh nghĩa, dâng sớ lập Hoàng tử Lý Trung làm Hoàng thái tử.
Năm Vĩnh Huy thứ 3 (652), ngày 2 tháng 7, Đường Cao Tông chính thức lập Lý Trung làm Hoàng thái tử. Đại xá thiên hạ.

### Bị phế làm Vương
Năm Vĩnh Huy thứ 6 (655), ngày 5 tháng 2, Thái tử Lý Trung cử hành lễ gia quan, tức lễ thành niên. Cùng năm, tháng 10, Đường Cao Tông phế truất Vương hoàng hậu cùng Tiêu Thục phi, lập Võ Chiêu nghi làm Hoàng hậu.
Võ hậu sinh ra, có con trưởng là Hoàng ngũ tử Lý Hoằng, cùng năm đó trở thành Đại vương. Khi Lý Hoằng được 3 tuổi, đại thần Hứa Kính Tông vốn ủng hộ Võ hậu khuyên Đường Cao Tông nên lập Lý Hoằng làm Thái tử, vì Lý Hoằng chân chính là Hoàng đích trưởng tử, thân phận cao quý hơn đương kim Thái tử lý Trung rất nhiều. Đường Cao Tông cuối cùng thuận theo.
Năm Hiển Khánh nguyên niên (656), ngày 6 tháng 1, Thái tử Lý Trung bị phế truất, hàng làm Lương vương (梁王), lập Đại vương Lý Hoằng làm Hoàng thái tử, khi đó mới 4 tuổi. Để an ủi Phế Thái tử, Đường Cao Tông cho Lương vương Lý Trung nhậm Đô đốc, Thứ sử của Lương Châu, sau lại gia phong thực ấp 2.000 hộ, lụa gấm cùng phủ đệ xa hoa, hơn hẳn mức thường, cùng năm lại chuyển làm Thứ sử Phòng Châu.

### Bị ban chết
Lý Trung tuổi lớn nhất trong số các con của Đường Cao Tông, do sự hùng mạnh của Võ hậu, ông thường thường hoảng sợ không thể tự an, có khi thậm chí trộm mặc quần áo phụ nữ, phòng bị thích khách. Hơn nữa, Lý Trung thường xuyên làm quái mộng, thường thường chính mình bói toán.
Năm Hiện Khánh thứ 5 (660), ngày 6 tháng 7, nhân sự tình trong tư phủ bị bại lộ, Đường Cao Tông đem Lý Trung phế làm thứ dân, dời đến Kiềm Châu cư trú, cầm tù ở nhà cũ của Phế Thái tử Lý Thừa Càn.
Năm Lân Đức nguyên niên (664), hoạn quan Vương Phục Thắng (王伏胜) đắc tội Võ hậu, nên bị Võ hậu muốn hại chết. Khi đó, Võ hậu biết Vương Phục Thắng cùng Tây Đài thị lang Thượng Quan Nghi từng phụng sự Phế Thái tử Lý Trung, do vậy Võ hậu liên kết với Hứa Kính Tông, vô cáo Vương Phục Thắng, Thượng Quan Nghi cùng Lý Trung âm mưu tạo phản. Cùng năm, ngày 15 tháng 12, Đường Cao Tông đem Lý Trung ban chết ở Kiềm Châu, hưởng niên 22 tuổi, vô hậu tự.
Năm Lân Đức thứ 2 (665), Hoàng thái tử Lý Hoằng thương anh cả, cầu xin thu táng hài cốt của Lý Trung, được đồng ý. Năm Thần Long nguyên niên (705), truy tặng làm Yên vương (燕王), lại gia Thái úy, Đại Đô đốc Dương Châu.